# ساو خوسيه دي ريبامار
ساو خوسيه دي ريبامار هي بلدية في البرازيل، تتبع مارانهاو، بلغ عدد سكانها 163٬045  نسمة، في 2010، تبلغ مساحتها 149٫144 ميل مربع.

## الموقع
تشترك في الحدود مع:
- ساو لويز.